# Jambyn Batmönkh

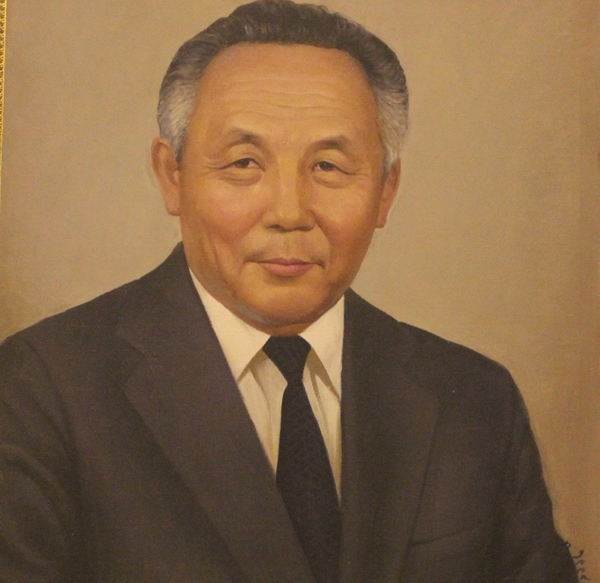
Jambyn Batmönkh

Jambyn Batmönkh (Mongools: Жамбын Батмөнх) (District Khyargas (Uvs), 10 maart 1926 - Ulaanbaatar 14 april 1997) was een politicus uit de Volksrepubliek Mongolië. Batmönkh sloot zich in 1948 aan bij communistische de Mongoolse Revolutionaire Volkspartij (MPRP). In 1971 werd hij kandidaat-lid van het Centraal Comité en in 1974 stemhebbend lid van het CC en lid van het politbureau. In 1973 werd Batmönkh voorzitter van de afdeling wetenschap en educatie van het Centraal Comité. Op 11 juni 1974 werd hij voorzitter van de Raad van Ministers (premier), terwijl premier Joemjaagin Tsedenbal staatshoofd werd. Vanwege de slechte gezondheid van Tsedenbal, volgde Batmönkh hem in 1984 op als voorzitter van het Presidium van de Staats Hural (augustus) en als partijsecretaris (december).
In 1985 ontving hij Michail Gorbatsjov in Mongolië. Batmönkh was vanaf het begin een enthousiast aanhanger van de perestrojka (verandering) en de glasnost (openheid). In de jaren dat Batmönkh aan de macht was (1984-1990), hervormde hij het staats- en partijwezen van Mongolië, maar benadrukte de leidende rol van de MPRP. Uiteindelijk werd hij in maart 1990 vervangen door Punsalmaagiin Ochirbat.
- Gemeinsame Normdatei: 1049696336
- International Standard Name Identifier: 0000 0000 4208 1743
- Library of Congress Control Number: no97046862
- Réseau des bibliothèques de Suisse occidentale: 02-A002976169
- Virtual International Authority File: 70997117
- WorldCat: E39PBJmtw3yMpgRXfbpQjxwV4q